# العذراء الحديدية

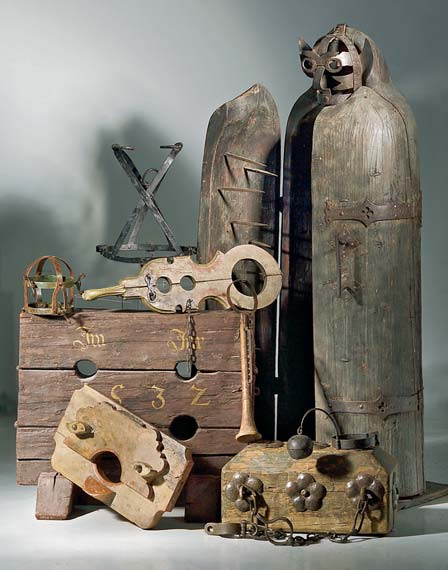
مختلف أدوات التعذيب التي أستخدمت في القرون الوسطى. العذراء الحديدية تلك التي على اليمين.

العذراء الحديدية (بالألمانية: Eiserne Jungfrau) هو جهاز لتعذيب، يتكون من تابوت حديدي طويل بما فيه الكفاية للإحاطة إنسان. في العادة يوجد في العذراء الحديدية ثقب صغير بحيث يمكن للجلاد استجواب الضحية وتعذيبه أو قتله عن طريق ثقب الجسم بأدوات حادة (مثل المسامير أو السكاكين)، في حين يضطر الضحية للبقاء واقفا. هناك آلات وأدوات كثيرة استخدمت في تعذيب مفكرين، ومناؤين(مهرطقين) للكنيسة، أو من أتهم بممارسة السحر وغيرهم، وكان من تلك الأدوات العذراء الحديدية التي تأخذ شكل تابوت بالطول يستطيع استيعاب إنسان في داخله، وتقوم فكرتها على دخول وخروج السكاكين والمسامير من وإلى جسم الضحية عند فتح وإغلاق بابها. في الغالب لم يكن الضحية ليموت بسبب اختراق تلك السكاكين لجسمه، بسبب تعمد مصممي الأداة عدم اختراق السكاكين والمسامير الأعضاء الحيوية للضحية، وهكذا يبقى الضحية تحت التعذيب وعلى الأغلب بدون أن ينزف بسبب بقاء المسامير مخترقة لجسم الضحية مانعة تدفق الدم، ويبقى الضحية في الظلام حتى الموت أو إخراجه ليموت ببطئ بسبب النزيف أو التلوث.
أحياناً ما يتم الربط بين العذراء الحديدية وأدوات التعذيب في العصور الوسطى، بينما الحقيقة أن هذه الأداة اخترعت في القرن التاسع عشر. وليس هناك إشارة إلى وجود هذه الأداة قبل العام 1793.